# Альдерете, Херонимо де
Херонимо де Альдерете и Меркадо (исп. Jerónimo de Alderete y Mercado; 1518, Ольмедо — 7 апреля 1556, Панама) — испанский конкистадор, чуть было не ставший губернатором Чили.
Херонимо де Альдерете и Меркадо родился в 1518 году в Ольмедо (Кастилия), его родителями были Франсиско де Меркадо и Исабель де Альдерете.
В 1535 году Херонимо де Альдерете прибыл в Перу, чтобы под командованием Диего де Рохаса участвовать в завоевании региона Гран-Чако. Экспедиция столкнулась с трудностями при попытке достичь реки Пилькомайо, и потому Херонимо де Альдерете осел в Тарихе, где в 1540 году в составе сил Франсиско де Агирре присоединился к Педро де Вальдивия для завоевания Чили.
В Чили Херонимо де Альдерете вошёл в состав правительства свежеоснованного города Сантьяго. В 1544 году в составе экспедиции Джованни Баттисты Пастене на барке «Сан-Педро» исследовал земли, находящиеся к югу от Магелланова пролива.
В 1550 году во время кампании по основанию Консепсьон во время сражения при Пенко он командовал кавалерийской атакой, проломившей строй армии мапуче. В 1552 году по распоряжению по приказу Вальдивии Альдерете отправился вглубь страны и основал форт на берегу озера Вильяррика.
В конце 1552 Педро де Вальдивия направил Альдерете в Европу обсудить с королём Карлосом I условия назначения Вальдивии губернатором Чили, однако по прибытии в Испанию выяснилось, что король передал сюзеренитет над королевством Чили своему сыну Филиппу II, который в то время проживал в Англии. Альдерете отправился в Лондон, где получил от Филиппа II назначение Педро де Вальдивии пожизненным губернатором Чили. Однако когда он направился в Испанию, чтобы вернуться в Чили, до него дошли сведения о смерти Вальдивии, и поэтому он вновь направился в Англию, где Филипп II 17 октября 1554 года назначил его преемником Вальдивии, и сделал аделантадо и рыцарем Ордена Сантьяго.
По пути к месту назначения в Южную Америку Херонимо де Альдерете в Панаме заболел жёлтой лихорадкой и скончался 7 апреля 1556 года.